# Franz Welser-Möst
Pour les articles homonymes, voir Welser.
Franz Welser-Möst, de son état civil Franz Leopold Maria Möst, né le 16 août 1960 à Linz (Autriche), est un chef d'orchestre autrichien. Il est actuellement directeur musical de l’orchestre de Cleveland.

## Biographie

### Enfance et famille
Franz Möst est le quatrième enfant d’une famille de médecins. Après avoir fréquenté le lycée de Wels, il entre en 1974 au Musikgymnasium (lycée musical) de Linz, où il étudie le violon et la composition avec le compositeur autrichien Balduin Sulzer (de). Il étudie également à Munich.

### Deux événements déterminants
Deux événements ont été déterminants pour la future carrière de Möst. Le premier, un grave accident de voiture, survenu en 1978, qui lui laisse des séquelles notamment dans les terminaisons nerveuses de deux doigts, a marqué la fin de ses espoirs de devenir violoniste et le début de sa carrière de direction d’orchestre. Le second, l’intérêt que lui porte à la même période le baron Andreas von Bennigsen (de la famille de Hanovre) qui devient son mentor.
C’est sur la suggestion de ce dernier qu’il adopte en 1985 son nom d’artiste, Franz Welser-Möst, en hommage à la ville de Wels où il a grandi, près de Linz, où il est né.

### De ses débuts comme chef d’orchestre au London Philharmonic Orchestra
À 22 ans, il devient le chef principal du Gustav Mahler Jugendorchester (orchestre Gustav-Mahler des jeunes). En 1985, il fait ses débuts au festival de Salzbourg. Puis, à 26 ans, il devient chef de l’orchestre symphonique de Norrköping en Suède et, l’année suivante, chef principal du Musikkollegium de Winterthour en Suisse en même temps qu'assistant de Claudio Abbado à l’opéra de Vienne.
Sa nomination en 1990 à la tête de l’orchestre philharmonique de Londres pour succéder à Klaus Tennstedt, est fraîchement accueillie, certains lui reprochant son manque d’expérience et la moindre réputation des orchestres qu’il avait jusqu’ici dirigés (Winterthour et Norrköping). À tel point qu’il dut affronter pendant ces années à Londres divers critiques et quolibets (notamment un jeu de mots autour de son nom : « Frankly Worse-than-most », littéralement : « franchement pire que la plupart »). Lorsqu’il quitte Londres en 1996, un critique commente : « Il venait de nulle part, il ne va nulle part. » Il est toujours connu à Londres sous ce surnom.

### À l’opéra de Zurich
De 1995 à 2000, il est chef, puis chef principal de l’opéra de Zurich (avant d’en devenir le directeur musical en 2005). Il dirige plus de 50 premières pendant ces années avec cet opéra. Plusieurs des œuvres qu’il y dirige ont fait l’objet d’enregistrements chez EMI (notamment Le Chevalier à la rose, La Bohème, Fierrabras, Don Giovanni et Peter Grimes). L’un des points d’orgue de son travail avec l’opéra de Zurich a été le cycle complet du Ring de Wagner.

### À l’orchestre de Cleveland
Lors de la saison 2002-2003, il devient directeur musical de l’orchestre de Cleveland, pour un premier contrat de 5 ans, qui sera une première fois reconduit pour 5 nouvelles années, puis une deuxième fois jusqu’à la saison 2017-2018. À Cleveland, il s’est à nouveau attiré les foudres des critiques, notamment de Donald Rosenberg, principal critique musical de la ville, en raison d’interprétations jugées inférieures à celles de son prédécesseur Christoph von Dohnányi, mais également en modifiant la composition de l’orchestre et son répertoire.
Franz Welser-Möst a engagé un partenariat avec les écoles de la ville pour promouvoir l’éducation musicale, puis avec les conservatoires et universités de l’Ohio. Sous sa direction, l’orchestre de Cleveland a inauguré une résidence bisannuelle au Musikverein de Vienne et une autre au festival de Lucerne, une de trois semaines à Miami et une au festival du Lincoln Center à New York à partir de juillet 2011.
Parmi le répertoire de l’orchestre, il a réservé une place non négligeable à la création et à la musique contemporaine avec, par exemple, Olga Neuwirth, Matthias Pintscher, George Benjamin, Harrison Birtwistle, Marc-André Dalbavie et Thomas Ades, aboutissant à 13 créations mondiales et 13 créations américaines durant ses 8 premières saisons. Il a promu pour la première fois une femme comme soliste (une hautboïste).

### À l’opéra de Vienne
Le 6 juin 2007, le gouvernement autrichien annonce le recrutement de Franz Welser-Möst comme directeur musical de l’opéra de Vienne à compter de la saison 2010-2011, aux côtés du nouveau directeur de l’opéra, Dominique Meyer. La collaboration de Franz Welser-Möst avec l’opéra de Vienne avait commencé dès 1987 lorsqu’il avait remplacé Claudio Abbado dans la direction de l’opéra de Rossini, L’Italienne à Alger, puis en 1997, lorsqu’il avait dirigé Tristan und Isolde de Richard Wagner. En juin 2010, il dirige le philharmonique de Vienne lors de son traditionnel concert annuel au château de Schönbrunn.
Lors de sa prise de fonction à l’opéra de Vienne en 2010, il dirige Tannhäuser de Wagner puis la première de Cardillac d’Hindemith. Suivent les premières des Noces de Figaro et de Don Giovanni de Mozart, puis Katja Kabanova, opéra de Janáček, qui s’inscrit dans un cycle Janáček prévu sur plusieurs années.
Dominique Meyer et Franz Welser-Möst ont tous deux participé à la renégociation de la convention collective de l’opéra de Vienne, afin notamment d’augmenter le nombre de séances de répétition, de permettre un plus grand nombre de créations, d’éviter des successions de reprises, d’augmenter les rémunérations et de faciliter le recrutement de musiciens de grande qualité. Welser-Möst a même menacé le gouvernement autrichien de son retrait s’il n’obtenait pas ce qu’il attendait,.
Le 1er janvier 2011, il dirige pour la première fois le concert du Nouvel An à Vienne,, concert qu'il dirige à nouveau en 2013 et une troisième fois en 2023.
Franz Welser-Möst a également dirigé de nombreux autres orchestres, parmi lesquels l’orchestre philharmonique de Berlin, l’orchestre du Concertgebouw d’Amsterdam, l’orchestre de Philadelphie, l’orchestre philharmonique de Los Angeles, l’orchestre philharmonique de New York et l’orchestre symphonique de Boston.
Le 5 septembre 2014, il annonce sa démission immédiate du poste de directeur musical de l'opéra de Vienne.

### Vie privée et engagements personnels
En 1992, il se marie avec Angelika, l’ex-femme de son mentor, le baron Andreas von Bennigsen. Il vit avec sa femme au Liechtenstein, et dans sa maison au bord de l’Attersee.
Le handicap génétique et le décès précoce de sa sœur Veronika sont à l’origine de la participation de Franz Welser-Möst à des actions en faveur des personnes handicapées en Autriche et aux États-Unis.

## Récompenses et distinctions
- 1995 : Outstanding Achievement Award du Western Law Center de Los Angeles pour son engagement en faveur des handicapés et notamment de l’Institut Hartheim de Linz
- 1996 : Gramophone Award du meilleur enregistrement symphonique (pour la 4e symphonie de Franz Schmidt) avec le London Philharmonic Orchestra
- 1999 : Prix Wolfgang Amadeus Mozart de la Fondation Goethe à Bâle
- 2003 : Chef d’orchestre de l’année 2003 (par Musical America)
- 2003 : Docteur honoris causa de l’Université Case Western Reserve de Cleveland

## Discographie

### CD

#### Avec l’orchestre philharmonique de Londres
(Chez EMI Classics)
- Mozart, Messe en ut mineur K427, avec Edith Wiens, Felicity Lott, Laurence Dale et Robert Lloyd (1988, réédité en 2008)
- Mahler, Symphonie no 4, avec Felicity Lott (1989, réédité en 2004)
- Mozart, Requiem en ré mineur K626, avec Felicity Lott, Della Jones, Keith Lewis, Willard White (1990, réédité en 2008)
- Orff, Carmina Burana, avec Barbara Hendricks, Jeffrey Black et Michaël Chance, chœurs de la cathédrale et abbatiale St-Alban (1990)
- Strauss (Johann II), Valses (1991, réédité en 2005)
- Bruckner, Symphonie no 7 (1992, réédité en 2008)
- Mendelssohn, Symphonies no 3 (Écossaise) et no 4 (Italienne) (1992, réédité en 1997 et 2008)
- Stravinsky, Œdipus rex (1993, réédité en 2008)
- Bartok, Le Mandarin merveilleux (1993)
- Dvorak, Concerto pour violon et Glazunov, Concerto pour violon, avec Frank Peter Zimmermann (1993, réédité en 2001)
- Robert Schumann, Symphonies no 2 et no 3 (Rhénane) (1993, réédité en 2008)
- Stravinsky, L’Oiseau de feu, Symphonies d'instruments à vent (1994)
- Lehar, La Veuve joyeuse, avec Felicity Lott, Thomas Hampson et le Chœur de Glyndebourne (1994, réédité en 2008)
- Bruckner, Symphonie no 5 (1994, réédité en 2003 et 2008)
- Schmidt (Franz), Symphonie no 4 (1996, réédité en 2006)
- Arvo Pärt, Symphonie no 3 et Gia Kancheli, Symphonie no 3 (1996)
- Bruckner, Messe n° 3 et Te Deum, avec le chœur Mozart de Linz (1996)

#### Avec d’autres orchestres
- Korngold (Erich Wolfgang), Symphonie Op.40 et Lieder Op.9 avec Barbara Hendricks et l’Orchestre de Philadelphie (EMI Classics, 1996, réédité en 2004)
- Schmidt (Franz), Le Livre des sept Sceaux, avec Stig Andersen, René Pape et le Symphonieorchester des Bayerischen Rundfunks (EMI Classics, 1998, réédité en 2004)
- Schrecker (Franz), Symphonie de Chambre, et Schubert, quatuor pour cordes n°14 "La jeune Fille et la Mort", orchestré par Gustav Mahler, avec la Camerata Academica de Salzbourg (EMI Classics, 1999)
- Strauss (Johann II), Simplicius, avec le Chœur et l’Orchestre de l’Opéra de Zurich (EMI Classics, 2000)
- Bruckner, Symphonie n°8, avec le Gustav Mahler Jugendorchester (EMI Classics, 2002)
- Strauss (Richard), Une Symphonie alpestre, avec le Gustav Mahler Jugendorchester (EMI Classics, 2006, réédité en 2008)
- Beethoven, Symphonie n°9, avec Measha Brueggergosman, Kelley O’Connor, Frank Lopardo, René Pape, le Chœur et l’Orchestre de Cleveland (Deutsche Grammophon, 2007)
- Lutosławski (Witold), Dalbavie (Marc-André) et alii, Shadows of Silence, Concertos pour piano avec Leif Ove Andsnes et le Symphonieorchester des Bayerischen Rundfunks (EMI Classics, 2009)
- Summer Night Concert Schönbrunn 2010, avec le Wiener Philharmoniker (Deutsche Grammophon, 2010)
- Wagner, Wesendonck-Lieder et musique symphonique, avec Measha Brueggergosman et l’Orchestre de Cleveland (Deutsche Grammophon, 2010)
- Concert du Nouvel an 2011, avec le Wiener Philharmoniker (Decca, 2011)

### DVD

#### Avec le chœur et l’orchestre de l’opéra de Zurich
- Humperdinck (Engelbert), Hänsel und Gretel (TDK, 2001)
- Mozart, La Flûte enchantée (TDK, 2002)
- Verdi, Macbeth avec Thomas Hampson (TDK, 2002)
- Strauss (Johann II), Simplicius (Arthaus, 2003)
- Debussy, Pelléas et Mélisande (TDK, 2004)
- Lehar, La Veuve joyeuse (Arthaus, 2005)
- Rossini, Il Turco in Italia, avec Cécilia Bartoli et Ruggero Raimondi (Arthaus, 2005)
- Verdi, La Traviata, avec Eva Mei, Thomas Hampson et Piotr Beczała (Arthaus, 2006)
- Strauss (Richard), Le Chevalier à la Rose, avec Alfred Muff et Nina Stemme (EMI Classics, 2006)
- Wagner, Les Maîtres Chanteurs de Nuremberg, avec José van Dam (EMI Classics, 2006)
- Wagner, Tannhäuser, avec Alfred Muff et Peter Seiffert (EMI Classics, 2006)
- Berg (Alban), Lulu avec Laura Aikin (de) et Alfred Muff (Arthaus, 2006, réédité en 2011)
- Mozart, Don Giovanni (EMI Classics, 2007)
- Schubert, Fierrabras, avec Jonas Kaufmann (EMI Classics, 2007)
- Strauss (Richard), Arabella, avec Renée Fleming (Decca, 2008)
- d’Albert (Eugen), Tiefland (EMI Classics, 2009)
- Mozart, Les Noces de Figaro, avec Simon Keenlyside, Eva Mei, Malin Hartelius et Piotr Beczała (EMI Classics, 2009)

#### Avec d'autres orchestres
- Bruckner, Symphonie n° 5, avec l’Orchestre de Cleveland (Arthaus, 2007)
- Bruckner, Symphonie n° 9, avec l’Orchestre de Cleveland (Arthaus, 2008)
- Bruckner, Symphonie n° 7, avec l’Orchestre de Cleveland (Arthaus, 2009)
- Summer Night Concert Schönbrunn 2010, avec le Wiener Philharmoniker (Deutsche Grammophon, 2010)